# О’Грэйди, Джеймс
Сэр Джеймс О’Грэйди (6 мая 1866 — 10 декабря 1934) — британский профсоюзный и политический деятель, член Лейбористской партии. Первый губернатор колонии, назначенный из состава Лейбористской партии.

## Биография
О’Грэйди родился в Бристоле в ирландской семье; его отец был рабочим. После окончания школы О’Грэйди работал краснодеревщиком, впоследствии стал активным членом Объединенного профсоюза краснодеревщиков.
В 1906 году на всеобщих выборах был избран членом Британского парламента. О’Грэйди был переизбран и на выборах в январе 1910, декабре 1910 года, в 1918 году. Ушел из парламента в 1924 году.
Был генеральным секретарем национальной федерации разнорабочих в 1918 году.
В 1924 году О’Грэйди был предложен на пост британского посла в СССР, он согласился. До этого он успешно провел переговоры об обмене пленными с СССР в 1919 году.
О’Грэйди участвовал в международных профсоюзных действиях, направленных на помощь СССР во время голода в 1921 году в Поволжье. В декабре 1921 года в голодающую Чувашию прибывает делегация Международной федерации тред-юнионов во главе c О’Грэйди. Делегация прибыла в город Канаш, далее добралась до Чебоксар; О’Грэди совершил объезд детских учреждений. Вот что с ним было в родильном приюте: «За всю свою жизнь я не видел более ужасного зрелища! 90 % новорожденных малюток при мне умирали от истощения и мы ничем уже не могли помочь им! Я не могу представить более бессильного отчаяния». Объезжая на санях уезды, О’Грэйди заразился оспой. В январе, тяжело больной, вернувшись в Англию, обращается к тред-юнионама и просит о помощи. За месяц английские рабочие собрали сумму в 150.000 фунтов. Больше всех дали шахтеры, рабочие Манчестера и профсозы докеров. Далее на средства городского бюджета Амстердама нанимаетсч пароход «Кристиан Русс», который начинает регулярно совершать рейсы с продовольствием МФТЮ для Чувашии в Ригу.
К июню 1922 года МФТЮ кормит в Чувашии 45.231 детей и 50.502 взрослых ежедневно. Содержит 49 детдомов. Паек: чай, какао, сахар, крупа саго, болтанка из муки с жиром, молоко и овсяная крупа. Состав пайка был рекомендован Нансеном. Врачам полагалась двойная норма. Кроме того прислали 1.100 тонн одежды. Для посевной специально выделялись сухие пайки работникам.
Но так и не став послом в СССР, он стал губернатором Тасмании с 1924 по 1930 годы. В 1931 году стал губернатором Фолклендских островов, вышел в отставку в 1934 году из-за плохого здоровья. Умер в том же году, в возрасте 68 лет.